# François Lassare
François Lassare, né le 22 novembre 1797 à Saint-Sulpice-le-Dunois (Creuse) et mort le 20 janvier 1883 à Guéret, est un homme politique français.

## Biographie
Avocat en 1821, il est nommé substitut du procureur du roi après la révolution de juillet 1830, puis procureur du roi en 1839. Après la Révolution française de 1848, il est nommé procureur de la République à Guéret (Creuse), avant d'être élu, le 23 avril, député de la Creuse, le 7e et dernier avec 15 523 voix sur 49 820 votants, à l'Assemblée constituante.
Votant généralement avec la droite, il devient membre du comité de la justice. Rallié à la politique de Louis-Napoléon Bonaparte après l'élection du 10 décembre 1848, il est nommé juge au tribunal de Guéret après la fin de la session.
Il est mis à la retraite de sa fonction de juge le 15 avril 1863.
Il était également conseiller général de la Creuse.